# Nymphaea hybrida
Nymphaea hybrida är en näckrosväxtart som först beskrevs av Charles Horton Peck, och fick sitt nu gällande namn av Charles Horton Peck. Nymphaea hybrida ingår i släktet vita näckrosor, och familjen näckrosväxter. Inga underarter finns listade i Catalogue of Life.